# Alfred Hitchcock présente (série télévisée, 1985)
Pour l’article homonyme, voir Alfred Hitchcock présente (série télévisée, 1955).
Alfred Hitchcock présente (Alfred Hitchcock Presents) est une série télévisée américaine en 81 épisodes de 26 minutes, créée d'après la série éponyme d'Alfred Hitchcock et diffusée entre le 5 mai 1985 et le 11 mai 1986 sur le réseau NBC, puis entre le 24 janvier 1987 et le 22 juillet 1989 sur USA Network.
En France, la série a été diffusée à partir du 1er février 1986 sur Antenne 2. Rediffusion en 1996 sur Série club.
Au Canada, elle est rediffusée depuis février 2015 sur le réseau Unis.

## Synopsis
Cette série est une anthologie d'histoires noires.

## Distribution
- Comme dans les séries précédentes, Alfred Hitchcock fait la présentation des épisodes. Les archives ayant servi pour la série d'origine ont été pour l'occasion colorisées et les textes modifiés.
- S'agissant d'une anthologie, les personnages ne sont pas récurrents, la distribution change à chaque histoire.

## Épisodes

### Pilote de la série
En 1985, un pilote d'une durée de 100 minutes a été présenté. Il est composé de quatre épisodes qui sont des reprises de la série précédente de 1955. La première diffusion sur NBC date du 5 mai 1985.
| Titre                    | Stars                                                            | Scénariste(s)                                  | Réalisateur     | Reprise de la série de 1955          |
| ------------------------ | ---------------------------------------------------------------- | ---------------------------------------------- | --------------- | ------------------------------------ |
| Incident in a Small Jail | Ned Beatty                                                       | Joel Oliansky Henry Slesar                     | Joel Oliansky   | Saison 6, no 23                      |
| Man from the South       | Steven Bauer John Huston Melanie Griffith Kim Novak Tippi Hedren | William Fay Steve DeJarnatt Roald Dahl (story) | Steve DeJarnatt | Saison 5, no 15                      |
| Bang! You're Dead!       | Bianca Rose Gail Youngs                                          | Christopher Crowe Harold Swanton               | Randa Haines    | Épisode réalisé par Alfred Hitchcock |
| An Unlocked Window       | Annette O'Toole Bruce Davison                                    | Fred Walton James Bridges                      | Fred Walton     |                                      |

### Première saison (1985-1986)
| 1re diffusion     | #    | Titre                                            | Star(s)                                                | Scénariste(s)                                                     | Réalisateur                    |
| ----------------- | ---- | ------------------------------------------------ | ------------------------------------------------------ | ----------------------------------------------------------------- | ------------------------------ |
| 29 septembre 1985 | 1x02 | Vengeance (Revenge)                              | David Clennon Linda Purl                               | David Stenn                                                       | R.E. Young                     |
| 6 octobre 1985    | 1x03 | L’Ange gardien (Night Fever)                     | Robert Carradine Lisa Pelikan                          | Clark Howard Jeff Kanew Stephen Kronish                           | Jeff Kanew                     |
| 20 octobre 1985   | 1x04 | Hypnose (Wake Me When I'm Dead)                  | Barbara Hershey Buck Henry                             | Irving Elman Buck Henry Lawrence Treat                            | Frank Pierson                  |
| 27 octobre 1985   | 1x05 | Evasion (Final Escape)                           | Season Hubley Jerry Hardin                             | Charles Grant Craig Tom Cannan Randall Hood                       | Thomas Carter                  |
| 3 novembre 1985   | 1x06 | Obsession (The Night Caller)                     | Sandra Bernhard Michael O'Keefe Linda Fiorentino       | Gabrielle Upton John Byrum                                        | John Byrum                     |
| 10 novembre 1985  | 1x07 | Tête d’affiche (Method Actor)                    | Martin Sheen                                           | Bill Kerby Max Franklin                                           | Burt Reynolds                  |
| 17 novembre 1985  | 1x08 | L’Extraterrestre (The Human Interest Story)      | John Shea James T. Callahan                            | Karen Harris                                                      | Larry Gross                    |
| 1er décembre 1985 | 1x09 | Accident (Breakdown)                             | Andy Garcia José Luis Cuevas Sebastian Ligarde         | Alfonse Ruggiero Louis Pollock                                    | Richard Pearce                 |
| 8 décembre 1985   | 1x10 | Prisonniers (Prisoners)                          | Cristina Raines Yaphet Kotto                           | John Byrum                                                        | Christopher Crowe              |
| 15 décembre 1985  | 1x11 | Gigolo (Arthur, or the Gigolo)                   | Brad Davis Sandy Dennis                                | Arthur Williams Steve De Jarnatt                                  | Thomas Carter                  |
| 5 janvier 1986    | 1x12 | Imaginations (The Gloating Place)                | Nicholas Hormann Kristy Swanson                        | Jim Beaver Robert Bloch David Stenn                               | Christopher Leitch             |
| 12 janvier 1986   | 1x13 | Erreur d’aiguillage (The Right Kind of Medicine) | Jack Thibeau Robert Prosky                             | Jerrold Freedman                                                  | Henry Slesar Michael Braverman |
| 19 janvier 1986   | 1x14 | La Bête (Beast in View)                          | Janet Eilber Cliff Potts Tom Atkins                    | Robert Glass Margaret Millar                                      | Michael Toshiyuki Uno          |
| 16 février 1986   | 1x15 | Méprise (A Very Happy Ending)                    | Joaquin Phoenix Robert Loggia                          | Tom Rickman                                                       | Tom Rickman                    |
| 2 mars 1986       | 1x16 | Le Cabriolet jaune (The Canary Sedan)            | Ian Abercrombie Kathleen Quinlan                       | Ann Bridge Joan Tewkesbury                                        | Joan Tewkesbury                |
| 9 mars 1986       | 1x17 | La Corde pour deux (Enough Rope for Two)         | Jeff Fahey Timothy Daly Darlanne Fluegel               | David Chase Clark Howard                                          | David Chase                    |
| 16 mars 1986      | 1x18 | Le Maniaque (The Creeper)                        | Karen Allen Timothy Carhart Lori Butler                | steve Bello Stephen Kronish James P. Cavanagh Joseph Ruscoll      | Christopher Crowe              |
| 23 mars 1986      | 1x19 | Surprise (Happy Birthday)                        | Lane Smith Noel Conlon Nana Visitor                    | Frisco Miller                                                     | Randy Roberts                  |
| 6 avril 1986      | 1x20 | Le Bocal (The Jar)                               | Stephen Shellen Griffin Dunne Fiona Lewis              | Ray Bradbury Michael McDowell                                     | Tim Burton                     |
| 13 avril 1986     | 1x21 | Lune de miel (Deadly Honeymoon)                  | Victoria Tennant David Dukes Nicolas Coster Alan Fudge | Stephen Kronish Henry Slesar                                      | Don Medford                    |
| 4 mai 1986        | 1x22 | Pris au piège (Four O'Clock)                     | Richard Cox Nicholas Pryor Ellen Tobie                 | Steve Bello Cornell Woolrich                                      | Andrew Mirisch                 |
| 11 mai 1986       | 1x23 | Le Chauffard (Road Hog)                          | Ronny Cox Doug Savant Lee Bryant                       | Stephen Kronish Steve Bello Charles Grant Craig Harold R. Daniels | Mario DiLeo                    |

### Deuxième saison (1987)
| 1re diffusion   | #    | Titre                                                   | Star(s)                                             | Scénariste(s)                     | Réalisateur       |
| --------------- | ---- | ------------------------------------------------------- | --------------------------------------------------- | --------------------------------- | ----------------- |
| 24 janvier 1987 | 2x01 | L'Initiation (The Initiation)                           | Marion Ross                                         | Rob Hedden Jim Beaver             | Robert Iscove     |
| 31 janvier 1987 | 2x02 | Discussion avec un cadavre (Conversation Over a Corpse) | Barbara Babcock John Vernon Kate Reid               | Marian B. Cockrell Norman Daniels | Robert Iscove     |
| 7 février 1987  | 2x03 | Sur la corde raide (Man on the Edge)                    | Mark Hamill Michael Ironside                        | Jim Beaver                        | Robert Iscove     |
| 14 février 1987 | 2x04 | Dans les souliers d'un autre (If the Shoe Fits)         | Ted Shackelford Lawrence Dane Lori Hallier          | Jonathan Glassner                 | Allan King        |
| 21 février 1987 | 2x05 | La Taupe (The Mole)                                     | Edward Herrmann Don Francks Timothy Webber          | Rick Berger                       | Richard Bugajski  |
| 28 février 1987 | 2x06 | Le Cadeau d'anniversaire (The Anniversary Gift)         | Pamela Sue Martin Peter Dvorsky                     | Rob Hedden John Collier           | Richard Bugajski  |
| 7 mars 1987     | 2x07 | Le Patient difficile (The Impatient Patient)            | E.G. Marshall Patricia Collins                      | John Antrobus                     | Allan King        |
| 14 mars 1987    | 2x08 | Avis de mort (When This Man Dies)                       | Adrian Zmed Brenda Bazinet Frank Moore              | Jeremy Hole Lawrence Block        | Jim Purdy         |
| 21 mars 1987    | 2x09 | La Spécialité de la maison (The Specialty of the House) | John Saxon Jennifer Dale                            | Stanley Ellin                     | Allan King        |
| 28 mars 1987    | 2x10 | Retournement final (The Final Twist)                    | Martin Landau                                       | Jim Beaver                        | Atom Egoyan       |
| 4 avril 1987    | 2x11 | Tragédie nocturne (Tragedy Tonight)                     | Catherine Mary Stewart Denis Forest Isabelle Mejias | Jonathan Glassner                 | Sturla Gunnarsson |
| 11 avril 1987   | 2x12 | Le plus vieux motif du monde (World's Oldest Motive)    | Dwight Schultz Gloria Reuben                        | Richard Chapman                   | Allan King        |
| 18 avril 1987   | 2x13 | Fidèle jusqu'à la mort (Deathmate)                      | Samantha Eggar John Colicos                         | Marlene Matthews James Causey     | Allan King        |

### Troisième saison (1988)
| 1re diffusion   | #    | Titre                                                           | Star(s)                                     | Scénariste(s)                                  | Réalisateur       |
| --------------- | ---- | --------------------------------------------------------------- | ------------------------------------------- | ---------------------------------------------- | ----------------- |
| 6 février 1988  | 3x01 | Viol (VCR - Very Careful Rape)                                  | Melissa Sue Anderson Laura Donovan          | Michael Sloan                                  | Zale Dalen        |
| 13 février 1988 | 3x02 | Les amoureux des bêtes (Animal Lovers)                          | Susan Anton Diane Lewis                     | Robert DeLaurentis                             | Sturla Gunnarsson |
| 20 février 1988 | 3x03 | Prisme (Prism)                                                  | Lindsay Wagner Michael Sarrazin             | Michael Sloan                                  | Allan King        |
| 27 février 1988 | 3x04 | Un cœur volé (A Stolen Heart)                                   | William Katt                                | Robert DeLaurentis                             | Rene Bonniere     |
| 5 mars 1988     | 3x05 | Le retour d'Houdini (Houdini on Channel 4)                      | Nick Lewin                                  | Michael Sloan                                  | Timothy Bond      |
| 12 mars 1988    | 3x06 | Le vainqueur prend tout (Killer Takes All)                      | Van Johnson Art Bellasco                    | Michael Sloan Robert DeLaurentis               | Allan King        |
| 19 mars 1988    | 3x07 | Le Serment (Hippocritic Oath)                                   | Shaun Cassidy Dale Thurston                 | Michael Colleary Ray DeLaurentis               | Vic Sarin         |
| 26 mars 1988    | 3x08 | Procureur (Prosecuter)                                          | Parker Stevenson Clark Taylor               | Glenn Davis William Laurin                     | David Gelfand     |
| 23 avril 1988   | 3x09 | Si le regard pouvait tuer (If Looks Could Kill)                 | Michelle Phillips Duncan Regehr             | Susan Woolen Ray De Laurentis Michael Colleary | William Fruet     |
| 30 avril 1988   | 3x10 | A mourir de rire (You'll Die Laughing)                          | Anthony Newley Barry Flatman                | Michael Sloan                                  | Zale Dalen        |
| 7 mai 1988      | 3x11 | Murder Party (Murder Party)                                     | Leigh Taylor-Young David McCallum Colin Fox | Robert De Laurentis                            | Allan King        |
| 14 mai 1988     | 3x12 | Twist (Twist)                                                   | Stella Stevens Clive Revill                 | Manny Coto                                     | René Bonnière     |
| 21 mai 1988     | 3x13 | A utiliser avec précaution (User Deadly)                        | Harry Guardino Peter Spence Geordie Johnson | Brian L. Ross Glenn Davis William Laurin       | Allan King        |
| 28 mai 1988     | 3x14 | Changement de carrière (Career Move)                            | David Cassidy Robert Wisden                 | Montgomery Burt Glenn Davis William Laurin     | Timothy Bond      |
| 18 juin 1988    | 3x15 | Divulgation (Full Disclosure)                                   | Robert Lansing Al Waxman                    | Glenn Davis William Laurin                     | Bill Corcoran     |
| 25 juin 1988    | 3x16 | Le coffre de Kandinsky (Kandinsky's Vault)                      | Robin Ward Eli Wallach                      | Steven Hollander                               | René Bonnière     |
| 2 juillet 1988  | 3x17 | Il était une fois une petite fille (There Was a Little Girl...) | Michael Tucker Kate Vernon                  | Charles Grant Craig                            | Atom Egoyan       |
| 9 juillet 1988  | 3x18 | Sœurs de sang (Twisted Sisters)                                 | Mia Sara Yannick Bisson                     | Michael Colleary Ray De Laurentis              | Timothy Bond      |
| 16 juillet 1988 | 3x19 | Le treizième étage (The 13th Floor)                             | Anthony Franciosa Laura Robinson            | Naomi Janzen                                   | Mark Rosman       |
| 30 juillet 1988 | 3x20 | Le Traqué, première partie (The Hunted: Part 1)                 | Edward Woodward Kate Trotter                | Michael Sloan                                  | Timothy Bond      |
| 6 août 1988     | 3x21 | Le Traqué, deuxième partie (The Hunted: Part 2)                 | Edward Woodward Kate Trotter                | Michael Sloan                                  | Timothy Bond      |

### Quatrième saison (1988-1989)
| 1re diffusion    | #    | Titre                                                        | Star(s)                             | Scénariste(s)                                       | Réalisateur      |
| ---------------- | ---- | ------------------------------------------------------------ | ----------------------------------- | --------------------------------------------------- | ---------------- |
| 8 octobre 1988   | 4x01 | Dans le brouillard (Fogbound)                                | Kathleen Quinlan Jeremy Ratchford   | Lee Erwin                                           | Mark Sobel       |
| 15 octobre 1988  | 4x02 | Le correspondant (Pen Pal)                                   | Jean Simmons Page Fletcher          | Jay Folb Henry Slesar Hilary Murray                 | René Bonnière    |
| 12 novembre 1988 | 4x03 | Voix du passé (Ancient Voices)                               | Richard Anderson Doug McClure       | Michael Sloan Glenn Davis William Laurin            | Bill Corcoran    |
| 19 novembre 1988 | 4x04 | Le plus fort (Survival of the Fittest)                       | Patrick Macnee Nigel Bennett        | Michael Sloan                                       | Allan King       |
| 7 janvier 1989   | 4x05 | Le Grand Tour (The Big Spin)                                 | Erik Estrada Guylaine St-Onge       | Matt Dearborn Maxwell Pitt                          | Al Waxman        |
| 14 janvier 1989  | 4x06 | Ne pas vendre la mèche (Don't Sell Yourself Short)           | David Soul Susan Hogan              | Douglas Steinberg                                   | René Bonnière    |
| 21 janvier 1989  | 4x07 | Pour l'amour d'Art (For Art's Sake)                          | Bruce Gray Michele Scarabelli       | Linda Chase                                         | Bill Corcoran    |
| 28 janvier 1989  | 4x08 | Meurtre en mémoire (Murder in Mind)                          | Melissa Sue Anderson Noel Harrison  | Emily Neff Sarett Rudley                            | Allan King       |
| 4 février 1989   | 4x09 | Miroir, miroir (Mirror Mirror)                               | Graham McPherson Elizabeth Ashley   | Jack Blum Sharon Corder                             | Richard J. Lewis |
| 11 février 1989  | 4x10 | Un cadavre dans le placard (Skeleton in the Closet)          | Mimi Kuzyk Jeff Wincott             | Brian Clemens Glenn Davis William Laurin            | George Mendeluk  |
| 18 février 1989  | 4x11 | La place du chauffeur (In the Driver's Seat)                 | David James Elliott Greg Evigan     | Glenn Davis William Laurin Paul Monette Alfred Sole | Timothy Bond     |
| 25 février 1989  | 4x12 | Sous influence (Driving Under the Influence)                 | Shirley Douglas Mike Connors        | Josephine Cummings Richard Yalem                    | Brad Silberling  |
| 11 mars 1989     | 4x13 | Au nom de la science (In the Name of Science)                | Dirk Benedict Catherine Disher      | Alan Swyer Glenn Davis William Laurin               | Zale Dalen       |
| 25 mars 1989     | 4x14 | Romance Machine (Romance Machine)                            | Rich Hall Diane Franklin            | Robert DeLaurentis                                  | René Bonnière    |
| 15 avril 1989    | 4x15 | Les diamants ne sont pas éternels (Diamonds Aren't Forever)  | George Lazenby Jack Blum            | Glenn Davis William Laurin                          | Peter Crane      |
| 22 avril 1989    | 4x16 | Mon cher Watson (My Dear Watson)                             | John Colicos Graeme Campbell        | Susan Woollen                                       | Jorge Montesi    |
| 29 avril 1989    | 4x17 | Les Créatures de la nuit (Night Creatures)                   | Jason Blicker Brett Cullen          | Michael Sloan                                       | Richard J. Lewis |
| 8 juillet 1989   | 4x18 | L'Homme qui en savait trop peu (The Man Who Knew Too Little) | Lewis Collins Cynthia Belliveau     | Pascal Bonnière Glenn Davis William Laurin          | Ray Austin       |
| 15 juillet 1989  | 4x19 | Réunion (Reunion)                                            | Geraint Wyn Davies Patricia Collins | Michael Sloan                                       | John Wood        |
| 22 juillet 1989  | 4x20 | Du Sud au Sud-Est (South by Southeast)                       | Bernard Behrens Patrick Wayne       | Michael Sloan Robert DeLaurentis                    | Timothy Bond     |